# 利馬里夫卡 (比洛沃德西克區)
49°19′19″N 39°35′33″E / 49.32194°N 39.59250°E
利馬里夫卡（烏克蘭語：Лимарівка）是位於烏克蘭東部的村莊，由盧甘斯克州舊比利斯克區的比洛沃茨克市鎮負責管轄。該村面積3.21平方公里，海拔高度77米，2001年人口351，人口密度每平方公里109.5人。